# Adjouan
Adjouan est une ville située au sud-est de la Côte d'Ivoire, et appartenant au département d'Aboisso, dans la Région du Sud-Comoé. La localité d'Adjouan est un chef-lieu de commune et de sous-préfecture. En 2012, Adjouan est supprimée des communes par le gouvernement ivoirien.